# Isoetes lithophila
Isoetes lithophila är en kärlväxtart som beskrevs av Pfeiffer. Isoetes lithophila ingår i släktet braxengräs, och familjen Isoetaceae. Inga underarter finns listade i Catalogue of Life.